# Victoria Sahores
Victoria Sahores Ripoll (Buenos Aires, 1985) es una animadora argentina especializada en stop motion. En 2015, fue nominada a los Premios Goya que entrega anualmente la Academia Española de Cine en la Categoría Mejor Corto de Animación por su obra El señor del abrigo interminable.

## Trayectoria
Sahores estudió Fotografía artística en la Escuela de Arte San Telmo en Málaga de 2006 a 2008. Después, entre 2010 y 2013, estudió dibujo anatómico con la artista y retratista Amaya Gurpide así como dirección de cine de animación en la Escuela Superior de Dibujo Profesional (ESDIP) en Madrid.
Desde 2016, reside en Buenos Aires y desarrolla su carrera profesional en uno de los estudios de animación más importantes del panorama mundial: Can Can Club. Este estudio trabaja con marcas internacionales como Nintendo y Telefónica y con canales de música como MTV o Vh1, entre otros.

## Reconocimientos
En el mismo año de su nominación a los Premios Goya, el corto El señor del abrigo interminable fue seleccionado en el festival de cine de animación  Animac que se celebra anualmente en Lérida, y también fue nominado en el Festival de Málaga Cine en Español (FMCE).

## Filmografía
- La historia de un globo y dos vecinas (Animación Stop motion, 9’), 2010.
- El árbol del olvido (Animación Stop motion, 3’30’’), 2010.
- Cuando despierte (Animación Stop motion, 2’35’’ min), 2013.[6]
- El señor del abrigo interminable (Animación Stop motion, 7’30’’), 2014.[7]
- Miniaturas #1 (Animación Stop motion 2’ 45’’), 2014.[8]